# Astronomie neutrino
L’astronomie neutrino (parfois astronomique neutrinique) est la branche de l'astronomie qui observe les objets célestes à l'aide de détecteurs de neutrinos, des leptons neutres de faible masse décrits par la théorie électrofaible. Étant donné leur très faible interaction avec la matière, les neutrinos ont la capacité de traverser des distances cosmologiques sans dévier de leur trajectoire initiale, faisant d'eux d'excellents messagers astronomiques permettant de retracer directement l'origine de leur lieu de production.  
L'observation de neutrinos cosmiques permet de mieux étudier le fonctionnement des phénomènes les plus énergétiques et les plus éloignés de l'Univers. Toutefois, la difficulté de détecter ces particules limite à ce jour la capacité de détection d'objets célestes émettant des neutrinos. Avant 2022, seules trois associations de neutrinos à des objets célestes ont pu être établies: le Soleil, la supernova 1987A, ainsi que la galaxie active TXS0506+056,.

## Histoire
En 1946, Bruno Pontecorvo propose une méthode de détection radiochimique des neutrinos à partir de l'isotope 37Ar radioactif par la réaction : 
Les premières expériences sur l'observation des neutrinos solaires sont réalisées en 1967-68 par les scientifiques Raymond Davis Jr. et John N. Bahcall lors de l'expérience Homestake. Un détecteur de neutrinos, mis en place sous terre à une profondeur de 1 480 m afin de bloquer le fond des rayons cosmiques et contenant 610 tonnes de perchloroéthylène liquide (C2Cl4), est utilisé au Laboratoire national de Brookhaven de manière continue de 1968 à 1973. Rapidement, les chercheurs notent que le nombre de neutrinos détectés est inférieur à ce que prévoit la théorie.
En juillet 2018, l'observatoire IceCube annonce avoir pu déterminer l'origine d'un neutrino à haute énergie dans le blazar TXS0506+056, situé à 3,7 milliards d'années-lumière de la Terre. Il s'agit de la première détection ayant permis de localiser un objet dans le ciel, et la première source de neutrinos cosmiques identifiée.
En novembre 2022, IceCube réalise à nouveau une détection importante de neutrinos, identifiant 79 neutrinos provenant de la galaxie M77, située à seulement 47 millions d'années-lumière de nous. Cette première détection dans un objet peu lointain et très étudié devrait servir de référence à de futures observations et permettra dans apprendre plus sur le noyau actif de cette galaxie,.

## Observatoires de neutrinos

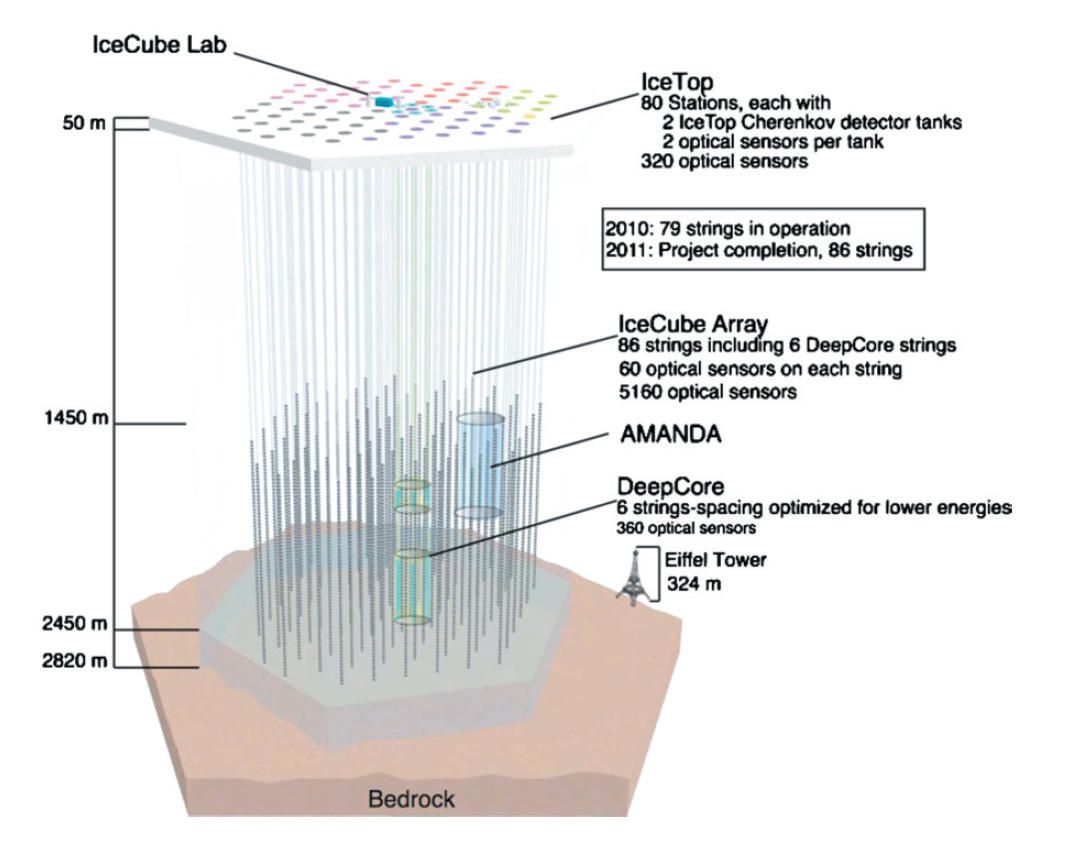
Schéma de l'observatoire de neutrinos IceCube.

- IceCube : un observatoire situé au pôle Sud et géré par IceCube international, dont le siège est situé à l'université du Wisconsin à Madison. Il a été conçu pour atteindre deux objectifs scientifiques principaux : mesurer le flux de neutrinos de haute énergie et essayer d'identifier certaines de leurs sources.

- Observatoire de neutrinos de Sudbury : un observatoire situé à environ 2 km sous terre dans une ancienne mine d'Inco située à Sudbury, en Ontario. Il peut détecter les trois saveurs de neutrinos.

- Super-Kamiokande : observatoire de neutrinos situé au Japon. Il était initialement composé d'un réservoir remplis d'environ 50 000 tonnes d'eau. Fermé quelques années au début des années 2000, il fonctionne à nouveau et est utilisé, notamment, dans le cadre de l'expérience T2K.